# Час в Україні
| синій       | Західноєвропейський час (WET, GMT) (UTC+0) Західноєвропейський літній час (WEST, BST, IST) (UTC+1) |
| фіолетовий  | Західноєвропейський час (WET, GMT) (UTC+0)                                                         |
| червоний    | Центральноєвропейський час (CET) (UTC+1) Центральноєвропейський літній час (CEST) (UTC+2)          |
| жовтий      | Східноєвропейський час (EET) / Калінінградський час (UTC+2)                                        |
| буро-жовтий | Східноєвропейський час (EET) (UTC+2) Східноєвропейський літній час (EEST)(UTC+3)                   |
| зелений     | Далекосхідноєвропейський час (FET)/Московський час (MSK) (UTC+3)                                   |

На всій території України діє час другого часового поясу (київський час) з переведенням щорічно годинникової стрілки в останню неділю березня о 3 годині на  1  годину  вперед. Стандартний київський (східноєвропейський час) час UTC+2 діє з останньої неділі жовтня з переходом на Літній час (UTC+3, коли діє східноєвропейський літній час). З останньої неділі жовтня з переведенням годинникової стрілки о 4 годині на 1 годину назад стандартний час повертається (регулюється відповідною постановою Кабінету Міністрів України).

## Розташування території України відносно міжнародної системи часових поясів
- Найзахідніша точка – назад на 31 хвилину 27 секунд
- Найсхідніша точка – вперед на 40 хвилин 55 секунд
- Межі UTC+02:00 ± 30 хв
- Центральний меридіан UTC+02:00 (30° сх. д.)

Територія України по довготі має протяжність 17°57′ або приблизно 1,23 години і розташована в межах другого часового поясу, оскільки крайніми точками її є:
- на сході: с. Рання Зоря, Міловського району, Луганської області — 40°11′53″ сх. д.
- на заході: с. Соломоново, Ужгородського району, Закарпатської області — 22°09′50″ сх. д.

Тож близько 85 % території країни (приблизно 527 тис. км²) розташовується в другому поясі, незначна частина Закарпаття у першому, а Луганська область, Донецька область, східні частини Харківської та Запорізької областей — у третьому.
Тому на території України діє час другого часового поясу (UTC+2). Він називається в Україні київським часом.
| Зона                                                                           | Географічний часовий пояс | Стандартний час | Літній час          |
| Україна                                                                        | 2                         | UTC+2           | UTC+3               |
| Тимчасово окупована територія (АР Крим і місто Севастополь)                    | 2                         | UTC+3           | не використовується |
| Окремі райони Донецької та Луганської областей (тимчасово окупована територія) | 3                         | UTC+3           | не використовується |
| Антарктична станція «Академік Вернадський»                                     | 20                        | UTC-3           | не використовується |
| ------------------------------------------------------------------------------ | ------------------------- | --------------- | ------------------- |

## Астрономічний полудень в містах України
Для порівняння наведені значення середнього астрономічного полудня в адміністративних центрах регіонів та деяких інших населених пунктах відповідно до географічної довготи, а також екстремально ранні полудні 1-5 листопада, ранні полудні 12-16 травня, пізні полудні 22-27 липня, екстремально пізні полудні 10-16 лютого, а також схід та захід сонця у найдовший та найкоротший день року. Час астрономічних полуднів, сходу та заходу сонця показаний за фактичним часом на відповідну дату, середнього — за стандартним.
| Місто                          | Середній астрономічний полудень | 12 лютого | 14 травня | 24 липня | 3 листопада | Схід та захід сонця 21 червня | Схід та захід сонця 21 грудня |
| ------------------------------ | ------------------------------- | --------- | --------- | -------- | ----------- | ----------------------------- | ----------------------------- |
| Рання Зоря                     | 11:19                           | 11:33     | 12:15     | 12:25    | 11:02       | 04:13 — 20:28                 | 07:11 — 15:22                 |
| Луганськ                       | 11:23                           | 11:36     | 12:19     | 12:29    | 11:06       | 04:20 — 20:28                 | 07:12 — 15:29                 |
| Сєвєродонецьк                  | 11:26                           | 11:40     | 12:22     | 12:32    | 11:09       | 04:22 — 20:33                 | 07:17 — 15:31                 |
| Горлівка                       | 11:28                           | 11:41     | 12:24     | 12:34    | 11:11       | 04:26 — 20:32                 | 07:16 — 15:35                 |
| Бахмут                         | 11:28                           | 11:42     | 12:24     | 12:34    | 11:11       | 04:25 — 20:34                 | 07:17 — 15:34                 |
| Макіївка                       | 11:28                           | 11:42     | 12:24     | 12:34    | 11:11       | 04:28 — 20:31                 | 07:15 — 15:37                 |
| Донецьк                        | 11:29                           | 11:42     | 12:25     | 12:35    | 11:12       | 04:29 — 20:32                 | 07:15 — 15:37                 |
| Маріуполь                      | 11:30                           | 11:44     | 12:26     | 12:36    | 11:13       | 04:34 — 20:28                 | 07:13 — 15:43                 |
| Краматорськ                    | 11:30                           | 11:43     | 12:26     | 12:36    | 11:13       | 04:26 — 20:36                 | 07:19 — 15:35                 |
| Ізюм                           | 11:31                           | 11:45     | 12:27     | 12:37    | 11:14       | 04:25 — 20:39                 | 07:23 — 15:34                 |
| Бердянськ                      | 11:33                           | 11:47     | 12:29     | 12:39    | 11:16       | 04:38 — 20:30                 | 07:14 — 15:47                 |
| Керч                           | 11:34                           | 11:48     | 12:30     | 12:40    | 11:17       | 04:45 — 20:25                 | 07:10 — 15:53                 |
| Харків                         | 11:35                           | 11:49     | 12:31     | 12:41    | 11:18       | 04:25 — 20:47                 | 07:30 — 15:35                 |
| Мелітополь                     | 11:39                           | 11:52     | 12:34     | 12:45    | 11:22       | 04:44 — 20:36                 | 07:20 — 15:52                 |
| Запоріжжя                      | 11:39                           | 11:53     | 12:35     | 12:45    | 11:22       | 04:40 — 20:41                 | 07:25 — 15:49                 |
| Дніпро                         | 11:40                           | 11:54     | 12:36     | 12:46    | 11:23       | 04:38 — 20:45                 | 07:28 — 15:47                 |
| Суми                           | 11:41                           | 11:55     | 12:37     | 12:47    | 11:24       | 04:26 — 20:58                 | 07:41 — 15:36                 |
| Кам'янське                     | 11:42                           | 11:55     | 12:37     | 12:48    | 11:25       | 04:39 — 20:47                 | 07:30 — 15:48                 |
| Полтава                        | 11:42                           | 11:56     | 12:38     | 12:48    | 11:25       | 04:35 — 20:53                 | 07:36 — 15:44                 |
| Сімферополь                    | 11:44                           | 11:57     | 12:39     | 12:50    | 11:27       | 04:57 — 20:33                 | 07:18 — 16:04                 |
| Севастополь                    | 11:46                           | 12:00     | 12:42     | 12:52    | 11:29       | 05:00 — 20:34                 | 07:19 — 16:08                 |
| Кременчук                      | 11:46                           | 12:00     | 12:42     | 12:52    | 11:29       | 04:41 — 20:54                 | 07:38 — 15:50                 |
| Кривий Ріг                     | 11:47                           | 12:00     | 12:42     | 12:53    | 11:30       | 04:47 — 20:49                 | 07:33 — 15:56                 |
| Херсон                         | 11:50                           | 12:03     | 12:45     | 12:56    | 11:33       | 04:56 — 20:46                 | 07:30 — 16:04                 |
| Кропивницький                  | 11:51                           | 12:05     | 12:47     | 12:57    | 11:34       | 04:48 — 20:56                 | 07:40 — 15:57                 |
| Миколаїв                       | 11:52                           | 12:06     | 12:48     | 12:58    | 11:35       | 04:57 — 20:50                 | 07:34 — 16:05                 |
| Черкаси                        | 11:52                           | 12:05     | 12:48     | 12:58    | 11:35       | 04:45 — 21:01                 | 07:44 — 15:54                 |
| Чернігів                       | 11:55                           | 12:09     | 12:51     | 13:01    | 11:38       | 04:37 — 21:16                 | 07:58 — 15:48                 |
| Одеса                          | 11:57                           | 12:11     | 12:53     | 13:03    | 11:40       | 05:04 — 20:53                 | 07:37 — 16:12                 |
| Київ                           | 11:58                           | 12:12     | 12:54     | 13:04    | 11:41       | 04:46 — 21:13                 | 07:56 — 15:56                 |
| Біла Церква                    | 12:00                           | 12:13     | 12:55     | 13:06    | 11:43       | 04:51 — 21:11                 | 07:54 — 16:00                 |
| Ізмаїл                         | 12:05                           | 12:18     | 13:00     | 13:11    | 11:48       | 05:16 — 20:56                 | 07:41 — 16:24                 |
| Житомир                        | 12:05                           | 12:19     | 13:01     | 13:11    | 11:48       | 04:54 — 21:19                 | 08:02 — 16:04                 |
| Вінниця                        | 12:06                           | 12:20     | 13:02     | 13:12    | 11:49       | 05:00 — 21:15                 | 07:58 — 16:09                 |
| Хмельницький                   | 12:12                           | 12:26     | 13:08     | 13:18    | 11:55       | 05:05 — 21:22                 | 08:05 — 16:15                 |
| Кам'янець-Подільський          | 12:14                           | 12:27     | 13:10     | 13:20    | 11:57       | 05:10 — 21:20                 | 08:03 — 16:19                 |
| Рівне                          | 12:15                           | 12:30     | 13:11     | 13:21    | 11:59       | 05:02 — 21:31                 | 08:14 — 16:12                 |
| Чернівці                       | 12:16                           | 12:31     | 13:12     | 13:22    | 12:00       | 05:15 — 21:21                 | 08:05 — 16:24                 |
| Тернопіль                      | 12:18                           | 12:31     | 13:13     | 13:24    | 12:01       | 05:10 — 21:28                 | 08:11 — 16:20                 |
| Луцьк                          | 12:19                           | 12:33     | 13:14     | 13:25    | 12:02       | 05:05 — 21:36                 | 08:18 — 16:15                 |
| Івано-Франківськ               | 12:21                           | 12:36     | 12:18     | 12:28    | 12:04       | 05:17 — 21:29                 | 08:12 — 16:26                 |
| Львів                          | 12:24                           | 12:38     | 13:20     | 13:30    | 12:07       | 05:15 — 21:36                 | 08:19 — 16:24                 |
| Дрогобич                       | 12:26                           | 12:40     | 13:22     | 13:32    | 12:09       | 05:19 — 21:35                 | 08:18 — 16:29                 |
| Мукачево                       | 12:29                           | 12:43     | 13:25     | 13:35    | 12:12       | 05:27 — 21:34                 | 08:18 — 16:36                 |
| Ужгород                        | 12:31                           | 12:45     | 13:27     | 13:37    | 12:14       | 05:28 — 21:36                 | 08:19 — 16:36                 |
| Станція «Академік Вернадський» | 13:17                           | 13:31     | 13:13     | 13:23    | 13:00       | 11:36 — 15:01                 | 02:02 — 00:28                 |

Рівняння часу для екстремально ранніх полуднів (3 листопада) становить мінус 16,5 хвилин, для екстремально пізніх полуднів (11 лютого) становить плюс 14 хвилин, рівняння для ранніх полуднів 14 травня складає мінус 4 хвилини, рівняння часу для пізніх полуднів 26 липня — плюс 6,5 хвилин. Рівняння часу дорівнює нулю: 25 грудня, 15 квітня, 13 червня та 1 вересня.
Примітка: для тимчасово окупованих Луганська, Горлівки, Макіївки, Донецька, Керчі, Сімферополя та Севастополя час узгоджено із законодавством України та міжнародним законодавством, згідно з яким на ці території поширюється юрисдикція України. Час, встановлений окупаційною владою, може відрізнятися від вказаного. Середній полудень на антарктичній станції «Академік Вернадський» — о 18:17 за київським часом, однак там використовується час UTC-3

## Літній час
З метою ефективнішого використання світлового дня у літній період на всій території України починаючи з 1981 року щорічно застосовується поправка часу на +1 годину — літній час.
У 1981 — 1990 роках літній час вводився відносно часу третього поясу (який тоді був стандартним), тобто відповідав часу четвертого поясу і, відповідно, на дві години випереджав поясний для більшої частини території України. 1990 року стандартний час узгоджено з поясним і з 1 липня того року літній час вже відповідав часу третього поясу. У вересні 1990 року уряд своєю постановою продовжив дію літнього часу на зимовий сезон 1990/91 років і літній час діяв безперервно до кінця вересня 1991 року. А вже навесні 1992 року були прийняті постанови, якими регулювалося використання літнього часу з 2 години останньої неділі березня до 3 години останньої неділі вересня. З метою узгодження змін часу з європейськими країнами постановою Кабінету міністрів України «Про порядок обчислення часу на території України» від 13.05.1996 р. : спосіб обчислення часу в Україні визначений таким чином.
«…час другого часового поясу (київський час) з переведенням щорічно годинникової стрілки в останню неділю березня о 3 годині на 1 годину вперед і в останню неділю жовтня о 4 годині на 1 годину назад»
Це означає, що літній час діє близько семи місяців на рік (30 або 31 тиждень). Для більшої частини території він на годину випереджає географічний поясний час, лише у частині східних областей збігається з ним. Різниця з середнім сонячним часом змінюється від 19 хвилин на крайньому сході до 1 годин 31 хвилини на крайньому заході.

## Різниця у часі з країнами Європи
Час в Україні повністю синхронізований з майже усіма країнами Європи, оскільки перехід на літній та з літнього часу відбувається у всій Європі одночасно. Тому різниця у часі (або її відсутність) між Україною та іншими країнами Європи є постійною протягом року. Сім країн, які не використовують літній час — Ісландія, Білорусь, Росія, Туреччина, Грузія, Азербайджан та Вірменія — мають змінну різницю в часі з Україною: у період дії стандартного часу в Україні (кінець жовтня — кінець березня) — Ісландія позаду на дві години, Білорусь, Росія (зона московського часу) та Туреччина попереду на одну, Азербайджан, Грузія та Вірменія — на дві, у період дії літнього часу (квітень — жовтень), відповідно, −3, 0 та +1.
Таким чином, час в Україні відрізняється від часу із сусідніми країнами на:
- Росія —
  - Калінінград  − однаково взимку, (+1 година влітку)
  - Москва — − 1 година (однаково влітку)
  - Анадир — − 10 годин взимку, (− 9 годин влітку)
- Білорусь — −1 година (однаково влітку)
- Польща — +1 година цілорічно
- Словаччина — +1 година цілорічно
- Угорщина — +1 година цілорічно
- Румунія — однаково цілорічно
- Молдова — однаково цілорічно

## Історія змін

### У Російській імперії
Перші спроби втручання у хід годинників у Російській імперії стосуються винятково залізниць. У побутовому житті ж користувалися середнім сонячним часом. Щодо часу, який використувався в українських губерніях до 1918 року, єдиної думки немає. Але, як видно з подальших подій, принаймні на залізницях використовувався час UTC+2:08. Цей час більш-менш відповідав географічному розташуванню для всіх українських територій, що входили до складу Російської імперії.

### В Австро-Угорщині
В Австро-Угорщині, зокрема, і на українських територіях, що входили до її складу (Галичина, Закарпаття, Буковина) поясний час впроваджено 1 квітня 1893 року. У цей час найраніший схід Сонця у Львові був о 3:15, захід — 15:23, найпізніший — 7:22 та 19:36 відповідно.

### В Українській Народній Республіці
На більшій частині території України, яка у 1918 році входила до складу УНР, час за міжнародною системою часових поясів запроваджено разом з упровадженням григоріанського календаря. Законом УНР «Про заведення на Україні числення часу по новому стилю і перевід годинників на середньо-європейський час» 1 березня 1918 року о 12 годині годинники були переведені на 1 годину і 8 хвилин назад, цим самим впроваджено час першого годинного поясу (UTC+1). Про подальші зміни часу на території України, зокрема, про використання тут літнього часу, судити тяжко, з огляду на нестабільність політичної ситуації у той час. Однак зрозуміло, що запроваджений Центральною Радою час діяв доти, доки в Києві була українська влада.
|                                                                      | Україна розриває рішуче старі примусові зв'язки з Московщиною, відмежовується від напастників, що силоміць хотіли її держати в руці своїй, зв'язується тійсніше з західньою Європою, а з тим мусить прийняти і спільний рахунок часу, вагу і міру, тому що ріжниці в сих рахунках і мірах дуже утрудняють зносини, торговлю, подорожі |
| — "Вістник Ради народніх міністрів Української Народньої Республіки" | |

### Території у складі Румунії (1918-1940)
З 29 листопада 1918 року Північна Буковина та Бесарабія увійшли до складу Румунії. У цій країні до 1931 року використовувався Бухарестський час, що приблизно дорівнював UTC+1:45. З 1931 року — UTC+2. З 1932 до 1939 року діяв літній час. 1932 року з третьої неділі травня до першої неділі жовтня. У 1933–1939 роках — з першої неділі квітня до першої неділі жовтня. 1940 року ця територія була анексована СРСР.

### Території у складі Польщі (1918-1939)
З відновленням польської держави у 1918 році до її складу згодом увійшли Галичина та Волинь. До 1922 року у Польщі діяв східноєвропейський час (UTC+2), який було потім змінено на центральноєвропейський (UTC+1). У вересні 1939 ці території було приєднано до СРСР.

### Території під більшовицькою окупацією (1918-1991)
Із захопленням більшовиками території України став діяти московський час, який з 1919 по 1922 рік дорівнював часу третього поясу.
Поясний час на території України, що входила до складу СРСР, запроваджено в ніч на 2 травня 1924 року. З того моменту і до червня 1930 року діяв час другого часового поясу (UTC+2) цілорічно. Відповідно, найранішим часом сходу Сонця у Києві було 3:46, найпізнішим — 7:59, заходу — 15:54 і 20:14 відповідно. У Луганську: схід 3:20 і 7:15, захід 15:27 і 19:29 відповідно.

#### Декретний час
На всій території СРСР, у тому числі й тогочасній УСРР, 20 червня 1930 року годинники були переведені на годину вперед. Спочатку як тимчасовий захід, це було продовжено з 9 лютого 1931 року на невизначений термін. Цим запроваджено так званий декретний час. Для більшої частини території України (крім східних областей) він на годину випереджав поясний і відповідав часу третього поясу (UTC+3). З приєднанням західних територій України до СРСР у 1939 — 1945 роках тут також запроваджувався час третього поясу. Проте на радянських мапах часових поясів територія України і надалі позначалася як частина другого поясу, про інший порядок обчислення часу зазначалося в легенді.

#### У період німецької окупації
У період окупації території України Німеччиною тут офіційно, як і на всій окупованій частині Європи, запроваджувався берлінський (середньоєвропейський час). Німеччина використовувала безперервний літній час з квітня 1940 до листопада 1942, а у 1943 — 1945 роках — щорічний, який діяв і на окупованих територіях — з останнього понеділка березня до першого понеділка жовтня. Після закінчення окупації знову став діяти декретний час другого поясу (UTC+3).

#### Зміни з 1980 року
З 1945 до 1980 року включно на території України ніяких переведень стрілок годинника не відбувалося — цілорічно діяв час, що на одну годину випереджав поясний, крім східних областей, де він відповідав поясному. 1981 року в СРСР було вперше введено літній час. В Україні він уже на дві години (центр, захід), на одну годину (схід) випереджав поясний, адже фактично дорівнював UTC+4. До осені 1984 року літній час вводився на період з 1 квітня до 1 жовтня, а з осені 1984 терміни трохи були змінені — з останньої неділі березня до останньої неділі вересня.

### Після відновлення незалежності
У 1990 році 1 липня «декретний час» було скасовано, таким чином стандартний час прирівнювався до поясного часу, крім східних областей, де він відставав на 1 годину від поясного часу. Однак постановою Кабміну від 21 вересня 1990 року № 272 дію літнього часу в Україні було продовжено на зимовий сезон 1990/91. Скасовано літній час Постановою Кабміну з 29 вересня 1991 шляхом переведення стрілки годинника на годину назад. Разом з тим, існують дані, що у 1990–1991 в Україні не вводився літній час, а Закарпаття у 1990 році ввело центральноєвропейський час, у той час як Запоріжжя відновило поясний час у 1991 році, разом з СРСР.
Згадана постанова Кабміну № 225 не передбачала використання літнього часу у майбутньому (відривні календарі на 1993 рік вийшли з астрономічними даними, вказаними за стандартним часом цілорічно), але 6 березня 1992 року Верховна Рада України постановила використовувати літній час. Відтепер час в Україні став дорівнювати UTC+2 у період дії стандартного часу та UTC+3 — у період дії літнього. У 1992–1994 роках літній час запроваджувався останньої неділі березня о 2 годині, а скасовувався останньої неділі вересня о 3 годині. 1996 року прийнята чинна постанова Кабміну, відповідно до якої дію літнього часу подовжено до останньої неділі жовтня, а час переходу уніфіковано з більшістю країн Європи (перехід став відбуватися о третій годині навесні та о четвертій восени, тобто о 1:00 UTC).

#### Спроби зміни часу в АР Крим та Севастополі
У 1994 році в Криму було встановлено час третього поясу, що на годину випереджав прийнятий в Україні час. Проте вже з 30 березня 1997 року регіон таки повернувся до використання київського часу. Та 15 жовтня того ж року Верховна Рада Криму прийняла закон «Про обчислення часу», згідно з яким на території автономії 26 жовтня 1997 впроваджувався час третього поясу. Дія цього закону була зупинена Президентом України 25 жовтня, а сам документ був направлений ним до Конституційного Суду України, який 25 березня 1998 року виніс вердикт про невідповідність цього закону Конституції України, оскільки зміни порядку обчислення часу не входять до повноважень Верховної Ради АР Крим.

#### Території під російською окупацією
Після початку російсько-української війни деякі території були окуповані РФ. Всупереч чинному законодавству України на цих територіях фактично змінювався порядок обчислення часу. З цією метою окупаційні органи влади видавали відповідні нормативні акти.
17 березня 2014 окупаційна влада АР Крим анонсувала перехід на московський час (тоді UTC+4, без літнього часу). Зміна часу відбулася 29 березня о 22:00 за київським часом. 
На тимчасово окупованих територіях Донецької та Луганської областей московський час фактично введено з 3:00 26 жовтня 2014 року. Відповідна зміна часу - з UTC+4 на UTC+3 - відбулася і на тимчасово окупованії території АР Крим і міста Севастополя.
У жовтні 2022 року окупаційні органи влади Запорізької області закликали "не переходити на зимовий час", чим окупована частина області мала перейти на московський час (літній час України збігається з московським)

#### Спроби скасування сезонних змін часу в Україні
Час від часу в Україні піднімається питання необхідності скасування щорічного переведення годинників і закріплення постійного часу - або другого, або третього поясів.
20 вересня 2011 року Верховна Рада України прийняла Постанову «Про зміну порядку обчислення часу на території України», згідно з якою скасовується перехід на літній час та встановлюється час «другого часового поясу з додаванням однієї години» протягом усього року, що є рівнозначним встановленню на всій території України постійного часу третього часового поясу (UTC+3). 29 вересня 2011 року Володимир Литвин підписав цю постанову. Постанова набрала чинності з дня її опублікування (1.10.2011).
Дане рішення парламенту викликало неоднозначну реакцію в українському суспільстві. Політичне керівництво країни висловило задоволення цим рішенням Однак вчені, Міністерство надзичайних ситуацій, кілька обласних рад негативно відгукнулися на переведення України в новий часовий пояс.
А вже 18 жовтня 2011 року після сильної критики з боку мас медіа та громадськості Верховна Рада України визнала свою попередню постанову такою, що втратила чинність, та запропонувала Кабінету міністрів України протягом одного місяця з дня набрання чинності постанови подати на розгляд Верховної Ради України проєкт закону щодо порядку обчислення часу на території України У зв'язку з попередніми рішеннями урядів Росії та Білорусі про зміну часу у цих країнах, з 30 жовтня 2011 вперше за тривалий час виникла постійна різниця (у період дії стандартного часу) в одну годину з Білоруссю, та дві години — з Росією (Москва).
23 листопада 2011 року на сайті Кабінету Міністрів опубліковано Проєкт Закону України «Про порядок обчислення часу на території України», згідно з яким встановлюється час другого поясу UTC+2 протягом цілого року. 12 грудня 2012 року проєкт закону був відкликаний.
Наприкінці січня 2012 року Кабмін ухвалив рішення рекомендувати ще раз перейти на літній час — «щоб не створювати незручностей під час проведення в Україні фінальної частини Чемпіонату Європи з футболу влітку 2012 року».
У 2012 році в Україні продовжилася практика переведення стрілок. Як і в попередні роки, з останньої неділі березня до останньої неділі жовтня час був зміщений на годину вперед, тобто у цей час було збережено попередню різницю в 1 годину з суміжними країнами Євросоюзу та скорочено різницю з московським часом (з двох годин до однієї години).
Очікувалося, що починаючи з 2013 року Україна припинить щорічну практику переведення стрілок годинників, адже відповідний законопроєкт був внесений на розгляд парламенту. Дана обставина встигла знайти своє відображення у відривних календарях видавництва «Преса України» на 2013 рік, попри відсутність офіційного рішення.
22 лютого 2013 року Прем'єр-міністр України Микола Азаров заявив, що Україна, як і зазвичай, 31 березня перейде на «літній» час: «Зараз я думаю, це неактуально. Ми повинні максимально використовувати світлий час доби і економити енергоресурси», — заявив М. Азаров відповідаючи на питання користувачів соціальної мережі Facebook.
15 березня 2016 року у Верховній Раді України зареєстровано проєкт постанови № 4234, який передбачає скасування переходу на літній час. Пізніше його зняли з розгляду.
У 2020 році до Верховної Ради України внесено проєкт закону від 09.10.2020 року «Про обчислення часу в Україні», який передбачає відмову від сезонного переходу часу з 2021 року. У березні 2021 року він розглядався парламентом і пройшов перше читання, але подальший розгляд відкладено на невизначений час, тож щорічні переведення годинників продовжилися і надалі. Законопроєкт прийнято Верховною Радою України 16 липня 2024 року, набуття чинності очікувалося 1 січня 2025 року. Проте він не був підписаний, ні заветований Президентом України. Відповідно Закон вважається схваленим Президентом та має бути офіційно опублікованим. 24 жовтня зі ЗМІ стало відомо, що Президент підписувати його наміру не має. Відповідно, в ніч з 26 на 27 жовтня, о 04:00, в Україні відбувся перехід на зимовий час.

## Зміна часу в Києві з 1924 року
| Дата (дд.мм.рррр) | Час зміни годин | Величина зміни | Примітки                                                                         | Різниця київського часу та GMT/UTC |
| ----------------- | --------------- | -------------- | -------------------------------------------------------------------------------- | ---------------------------------- |
| 02.05.1924        | 00:00           | -00:02:04      | СРСР, введення системи часових поясів на всій території, постанова               | 02:00                              |
| 21.06.1930        | 00:00           | +01:00         | СРСР, зміна часу на літній період, постанова (умовний початок "декретного" часу) | 03:00                              |
| 01.10.1930        | 00:00           |                | СРСР, продовження встановленого порядку обчислення часу, постанова               | 03:00                              |
| 09.02.1931        |                 |                | СРСР, продовження порядку обчислення часу «надалі до відміни», постанова         | 03:00                              |
| 20.09.1941        | 00:00           | -01:00         | Окупація міста нацистами, зміна часового поясу, запровадження літнього часу      | 02:00                              |
| 02.11.1942        | 03:00           | -01:00         | Третій Райх, скасування літнього часу                                            | 01:00                              |
| 29.03.1943        | 02:00           | +01:00         | Третій Райх, введення літнього часу                                              | 02:00                              |
| 04.10.1943        | 03:00           | -01:00         | Третій Райх, скасування літнього часу                                            | 01:00                              |
| 06.11.1943        | 00:00           | +02:00         | Кінець окупації Третім Райхом, зміна часового поясу                              | 03:00                              |
| 01.04.1981        | 00:00           | +01:00         | СРСР, введення літнього часу, постанова                                          | 04:00                              |
| 01.10.1981        | 00:00           | -01:00         | СРСР, скасування літнього часу, зміна офіційних меж годинних поясів              | 03:00                              |
| 01.04.1982        | 00:00           | +01:00         | СРСР, введення літнього часу                                                     | 04:00                              |
| 01.10.1982        | 00:00           | -01:00         | СРСР, скасування літнього часу                                                   | 03:00                              |
| 01.04.1983        | 00:00           | +01:00         | СРСР, введення літнього часу                                                     | 04:00                              |
| 01.10.1983        | 00:00           | -01:00         | СРСР, скасування літнього часу                                                   | 03:00                              |
| 01.04.1984        | 00:00           | +01:00         | СРСР, введення літнього часу                                                     | 04:00                              |
| 30.09.1984        | 03:00           | -01:00         | СРСР, скасування літнього часу, зміна порядку скасування                         | 03:00                              |
| 31.03.1985        | 02:00           | +01:00         | СРСР, введення літнього часу, зміна порядку введення                             | 04:00                              |
| 29.09.1985        | 03:00           | -01:00         | СРСР, скасування літнього часу                                                   | 03:00                              |
| 30.03.1986        | 02:00           | +01:00         | СРСР, введення літнього часу                                                     | 04:00                              |
| 28.09.1986        | 03:00           | -01:00         | СРСР, скасування літнього часу                                                   | 03:00                              |
| 29.03.1987        | 02:00           | +01:00         | СРСР, введення літнього часу                                                     | 04:00                              |
| 27.09.1987        | 03:00           | -01:00         | СРСР, скасування літнього часу                                                   | 03:00                              |
| 27.03.1988        | 02:00           | +01:00         | СРСР, введення літнього часу                                                     | 04:00                              |
| 25.09.1988        | 03:00           | -01:00         | СРСР, скасування літнього часу                                                   | 03:00                              |
| 26.03.1989        | 02:00           | +01:00         | СРСР, введення літнього часу                                                     | 04:00                              |
| 24.09.1989        | 03:00           | -01:00         | СРСР, скасування літнього часу                                                   | 03:00                              |
| 25.03.1990        | 02:00           | +01:00         | СРСР, введення літнього часу                                                     | 04:00                              |
| 01.07.1990        | 02:00           | -01:00         | УРСР, скасування «декретного часу»                                               | 03:00                              |
| 29.09.1991        | 03:00           | -01:00         | Україна, скасування літнього часу                                                | 02:00                              |
| 29.03.1992        | 00:00           | +01:00         | Україна, введення літнього часу                                                  | 03:00                              |
| 27.09.1992        | 00:00           | -01:00         | Україна, скасування літнього часу                                                | 02:00                              |
| 28.03.1993        | 00:00           | +01:00         | Україна, введення літнього часу                                                  | 03:00                              |
| 26.09.1993        | 00:00           | -01:00         | Україна, скасування літнього часу                                                | 02:00                              |
| 27.03.1994        | 00:00           | +01:00         | Україна, введення літнього часу                                                  | 03:00                              |
| 25.09.1994        | 00:00           | -01:00         | Україна, скасування літнього часу                                                | 02:00                              |
| 26.03.1995        | 03:00           | +01:00         | Україна, введення літнього часу                                                  | 03:00                              |
| 24.09.1995        | 04:00           | -01:00         | Україна, скасування літнього часу                                                | 02:00                              |
| 31.03.1996        | 03:00           | +01:00         | Україна, введення літнього часу                                                  | 03:00                              |
| 27.10.1996        | 04:00           | -01:00         | Україна, скасування літнього часу, зміна порядку скасування                      | 02:00                              |
| 30.03.1997        | 03:00           | +01:00         | Україна, введення літнього часу                                                  | 03:00                              |
| 26.10.1997        | 04:00           | -01:00         | Україна, скасування літнього часу                                                | 02:00                              |
| 29.03.1998        | 03:00           | +01:00         | Україна, введення літнього часу                                                  | 03:00                              |
| 25.10.1998        | 04:00           | -01:00         | Україна, скасування літнього часу                                                | 02:00                              |
| 28.03.1999        | 03:00           | +01:00         | Україна, введення літнього часу                                                  | 03:00                              |
| 31.10.1999        | 04:00           | -01:00         | Україна, скасування літнього часу                                                | 02:00                              |
| 26.03.2000        | 03:00           | +01:00         | Україна, введення літнього часу                                                  | 03:00                              |
| 29.10.2000        | 04:00           | -01:00         | Україна, скасування літнього часу                                                | 02:00                              |
| 25.03.2001        | 03:00           | +01:00         | Україна, введення літнього часу                                                  | 03:00                              |
| 28.10.2001        | 04:00           | -01:00         | Україна, скасування літнього часу                                                | 02:00                              |
| 31.03.2002        | 03:00           | +01:00         | Україна, введення літнього часу                                                  | 03:00                              |
| 27.10.2002        | 04:00           | -01:00         | Україна, скасування літнього часу                                                | 02:00                              |
| 30.03.2003        | 03:00           | +01:00         | Україна, введення літнього часу                                                  | 03:00                              |
| 26.10.2003        | 04:00           | -01:00         | Україна, скасування літнього часу                                                | 02:00                              |
| 28.03.2004        | 03:00           | +01:00         | Україна, введення літнього часу                                                  | 03:00                              |
| 31.10.2004        | 04:00           | -01:00         | Україна, скасування літнього часу                                                | 02:00                              |
| 27.03.2005        | 03:00           | +01:00         | Україна, введення літнього часу                                                  | 03:00                              |
| 30.10.2005        | 04:00           | -01:00         | Україна, скасування літнього часу                                                | 02:00                              |
| 26.03.2006        | 03:00           | +01:00         | Україна, введення літнього часу                                                  | 03:00                              |
| 29.10.2006        | 04:00           | -01:00         | Україна, скасування літнього часу                                                | 02:00                              |
| 25.03.2007        | 03:00           | +01:00         | Україна, введення літнього часу                                                  | 03:00                              |
| 28.10.2007        | 04:00           | -01:00         | Україна, скасування літнього часу                                                | 02:00                              |
| 30.03.2008        | 03:00           | +01:00         | Україна, введення літнього часу                                                  | 03:00                              |
| 26.10.2008        | 04:00           | -01:00         | Україна, скасування літнього часу                                                | 02:00                              |
| 29.03.2009        | 03:00           | +01:00         | Україна, введення літнього часу                                                  | 03:00                              |
| 25.10.2009        | 04:00           | -01:00         | Україна, скасування літнього часу                                                | 02:00                              |
| 28.03.2010        | 03:00           | +01:00         | Україна, введення літнього часу                                                  | 03:00                              |
| 31.10.2010        | 04:00           | -01:00         | Україна, скасування літнього часу                                                | 02:00                              |
| 27.03.2011        | 03:00           | +01:00         | Україна, введення літнього часу                                                  | 03:00                              |
| 20.09.2011        | 00:00           |                | Україна, введення постійного літнього часу, скасування літнього часу             | 03:00                              |
| 18.10.2011        | 00:00           |                | Україна, скасування постійного літнього часу, запровадження літнього часу        | 03:00                              |
| 30.10.2011        | 04:00           | -01:00         | Україна, скасування літнього часу                                                | 02:00                              |
| 25.03.2012        | 03:00           | +01:00         | Україна, введення літнього часу                                                  | 03:00                              |
| 28.10.2012        | 04:00           | -01:00         | Україна, скасування літнього часу                                                | 02:00                              |
| 31.03.2013        | 03:00           | +01:00         | Україна, введення літнього часу                                                  | 03:00                              |
| 27.10.2013        | 04:00           | -01:00         | Україна, скасування літнього часу                                                | 02:00                              |
| 30.03.2014        | 03:00           | +01:00         | Україна, введення літнього часу                                                  | 03:00                              |
| 26.10.2014        | 04:00           | -01:00         | Україна, скасування літнього часу                                                | 02:00                              |
| 29.03.2015        | 03:00           | +01:00         | Україна, введення літнього часу                                                  | 03:00                              |
| 25.10.2015        | 04:00           | -01:00         | Україна, скасування літнього часу                                                | 02:00                              |
| 27.03.2016        | 03:00           | +01:00         | Україна, введення літнього часу                                                  | 03:00                              |
| 30.10.2016        | 04:00           | -01:00         | Україна, скасування літнього часу                                                | 02:00                              |
| 26.03.2017        | 03:00           | +01:00         | Україна, введення літнього часу                                                  | 03:00                              |
| 29.10.2017        | 04:00           | -01:00         | Україна, скасування літнього часу                                                | 02:00                              |
| 25.03.2018        | 03:00           | +01:00         | Україна, введення літнього часу                                                  | 03:00                              |
| 28.10.2018        | 04:00           | -01:00         | Україна, скасування літнього часу                                                | 02:00                              |
| 31.03.2019        | 03:00           | +01:00         | Україна, введення літнього часу                                                  | 03:00                              |
| 27.10.2019        | 04:00           | -01:00         | Україна, скасування літнього часу                                                | 02:00                              |
| 29.03.2020        | 03:00           | +01:00         | Україна, введення літнього часу                                                  | 03:00                              |
| 25.10.2020        | 04:00           | -01:00         | Україна, скасування літнього часу                                                | 02:00                              |
| 28.03.2021        | 03:00           | +01:00         | Україна, введення літнього часу                                                  | 03:00                              |
| 31.10.2021        | 04:00           | -01:00         | Україна, скасування літнього часу                                                | 02:00                              |
| 27.03.2022        | 03:00           | +01:00         | Україна, введення літнього часу                                                  | 03:00                              |
| 30.10.2022        | 04:00           | -01:00         | Україна, скасування літнього часу                                                | 02:00                              |
| 26.03.2023        | 03:00           | +01:00         | Україна, введення літнього часу                                                  | 03:00                              |
| 29.10.2023        | 04:00           | -01:00         | Україна, скасування літнього часу                                                | 02:00                              |
| 31.03.2024        | 03:00           | +01:00         | Україна, введення літнього часу                                                  | 03:00                              |
| 27.10.2024        | 04:00           | -01:00         | Україна, скасування літнього часу                                                | 02:00                              |
| 30.03.2025        | 03:00           | +01:00         | Україна, введення літнього часу                                                  | 03:00                              |

### Зведені таблиці змін

#### Зміни стандартного часу на українських землях
| Дата                        | Території                                                      | Новий час |
| --------------------------- | -------------------------------------------------------------- | --------- |
| 1 квітня 1893               | Галичина, Закарпаття, Буковина                                 | UTC+1:00  |
| 1 березня 1918              | УНР                                                            | UTC+1:00  |
| 16 вересня 1918             | Волинь, Галичина                                               | UTC+2:00  |
| 14 жовтня 1918              | Українська Держава                                             | UTC+2:00  |
| 29 листопада 1918           | Буковина                                                       | UTC+1:45  |
| 1 червня 1922               | Волинь, Галичина                                               | UTC+1:00  |
| 2 травня 1924               | УСРР                                                           | UTC+2:00  |
| 21 червня 1930              | УСРР                                                           | UTC+3:00  |
| 24 липня 1931               | Буковина                                                       | UTC+2:00  |
| вересень 1939               | Волинь, Галичина                                               | UTC+3:00  |
| 28 червня 1940              | Буковина                                                       | UTC+3:00  |
| червень 1941 — серпень 1942 | УРСР                                                           | UTC+1:00  |
| грудень 1942 — жовтень 1944 | УРСР                                                           | UTC+3:00  |
| 30 червня 1945              | Закарпаття                                                     | UTC+3:00  |
| 1 липня 1990                | Уся територія                                                  | UTC+2:00  |
| 1 травня 1994               | АР Крим, Севастополь                                           | UTC+3:00  |
| 30 березня 1997             | АР Крим, Севастополь                                           | UTC+2:00  |
| 30 березня 2014             | АР Крим, Севастополь                                           | UTC+4:00  |
| 26 жовтня 2014              | АР Крим, Севастополь, частини Донецької та Луганської областей | UTC+3:00  |

#### Періоди дії літнього часу
| Рік, період | Літній час діяв                                           | Примітка                          |
| ----------- | --------------------------------------------------------- | --------------------------------- |
| 1916        | 1 травня — 1 жовтня                                       | в Австро-Угорщині                 |
| 1917 — 1919 | 3-й понеділок квітня — 3-й понеділок вересня              | в Австро-Угорщині, Чехословаччині |
| 1919        | 13 квітня, 02:00 — 14 вересня, 03:00                      | в УНР                             |
| 1932        | 3-я неділя травня — перша неділя жовтня                   | в Румунії                         |
| 1933 — 1939 | перша неділя квітня — перша неділя жовтня                 | в Румунії                         |
| 1940/42     | 2 квітня 1940 — 2 листопада 1942                          | у Третьому Рейху                  |
| 1941/42     | 6 квітня 1941 — 2 листопада 1942                          | в Угорщині (Закарпаття)           |
| 1943        | ост. понеділок березня (29) — 1-й понеділок жовтня (4)    | у Третьому Рейху                  |
| 1944 — 1945 | 1-й понеділок квітня, 02:00 — 1-й понеділок жовтня, 03:00 | у Третьому Рейху                  |
| 1981 — 1983 | 1 квітня, 00:00 — 30 вересня, 24:00                       | в СРСР                            |
| 1984        | 1 квітня, 00:00 — ост. неділя вересня, 03:00              | в СРСР                            |
| 1985 — 1989 | ост. неділя березня, 02:00 — ост. неділя вересня, 03:00   | в СРСР                            |
| 1990/91     | 25 березня, 02:00 1990 — 29 вересня 1991, 03:00           | в Україні                         |
| 1992 — 1995 | ост. неділя березня, 02:00 — ост. неділя вересня, 03:00   | в Україні                         |
| 1996        | ост. неділя березня, 02:00 — ост. неділя жовтня, 04:00    | в Україні                         |
| з 1997      | ост. неділя березня, 03:00 — ост. неділя жовтня, 04:00    | в Україні                         |